# Ronald Leslie Moraes Small
Ronald Leslie Moraes Small (* 25. Dezember 1930; † 2. April 1999) war ein brasilianischer Diplomat.

## Leben
Ronald Leslie de Moraes Small trat 1954 in den auswärtigen Dienst des Itimaraty. Er war Assistent des Generalsekretärs des Itimaraty. Er leitete die Abteilung Nordamerika und später die Abteilung Naher Osten. Er wurde in Genf, Washington, D.C., Panama-Stadt und Prag beschäftigt. Von 1971 bis 1973 war er dem Generalkonsulat in New York City zugeteilt, leitete die Secretaria de Comunicação Social (SECOM Öffentlichkeitsarbeit der brasilianischen Regierung) und wurde 1972 zum Gesandtschaftsrat zweiter Klasse befördert. Von 1973 bis 1975 war er Generalkonsul in Hongkong.
Von 24. März 1976 bis 1977 war er Botschafter in Maputo und gleichzeitig in Maseru (Lesotho) akkreditiert. Von 1977 bis 1979 war er Botschafter in Algier. Von 19. März 1987 bis 1989 war er Botschafter in Teheran, der Hauptstadt Irans. Anschließend war er Generalkonsul in Los Angeles. Von 1994 bis 1995 war er Botschafter in Canberra. Von 1. Januar 1999 bis 2. April 1999 saß er der Associação dos Diplomatas Brasileiros (ADB) vor.